# 杜卡金奥卢·艾哈迈德帕夏
杜卡金奥卢·艾哈迈德帕夏（土耳其語：Dukakinoğlu Ahmed Paşa；—1515年），奥斯曼帝国官员，曾于1514年12月18日-1515年9月8日之间出任帝国宰相“大维齐”。他来自阿尔巴尼亚桑贾克，他名字中的修饰名“杜卡金奥卢”表明了他出身杜卡金家族（=“杜卡金子孙”）。他是通过德夫希尔梅体制被征募而进入奥斯曼帝國的體系。
他儿子杜卡金奥卢·穆罕默德帕夏曾于1544年-1546年出任埃及省总督。